# Cmentarz dla zwierząt w Toruniu
Cmentarz dla zwierząt w Toruniu (Tęczowy Las) – cmentarz dla zwierząt, znajdujący się przy ul. Kociewskiej 36/38 w Toruniu. Jego powierzchnia wynosi 0,5 ha. Został założony 4 stycznia 2008 roku. Jest zarządzany przez Miejskie Przedsiębiorstwo Oczyszczania Spółkę z o.o.
W 2018 roku na cmentarzu pogrzebanych było: 804 psy, 166 kotów, 42 króliki, 8 świnek morskich, 3 szczury, 2 fretki domowe, 2 szynszyle, 2 żółwie, 1 mysz i 1 chomik.